# ナレンドラ・モディ・スタジアム
ナレンドラ・モディ・スタジアム（Narendra Modi Stadium）は、インドのグジャラート州アフマダーバード・モテラのサルダール・ヴァッラブバーイー・パテール・スポーツ・エンクレーブ内に所在するクリケット専用スタジアム。
132,000人を収容可能であり、2023年現在、世界最大のスタジアムである。グジャラート・クリケット協会が所有しており、インディアン・プレミアリーグ（IPL）やテスト、ODI、T20Iのクリケット試合の会場となっている。旧称、サルダール・パテール・スタジアム（Sardar Patel Stadium）、モテラ・スタジアム（Motera Stadium）。

## 概要

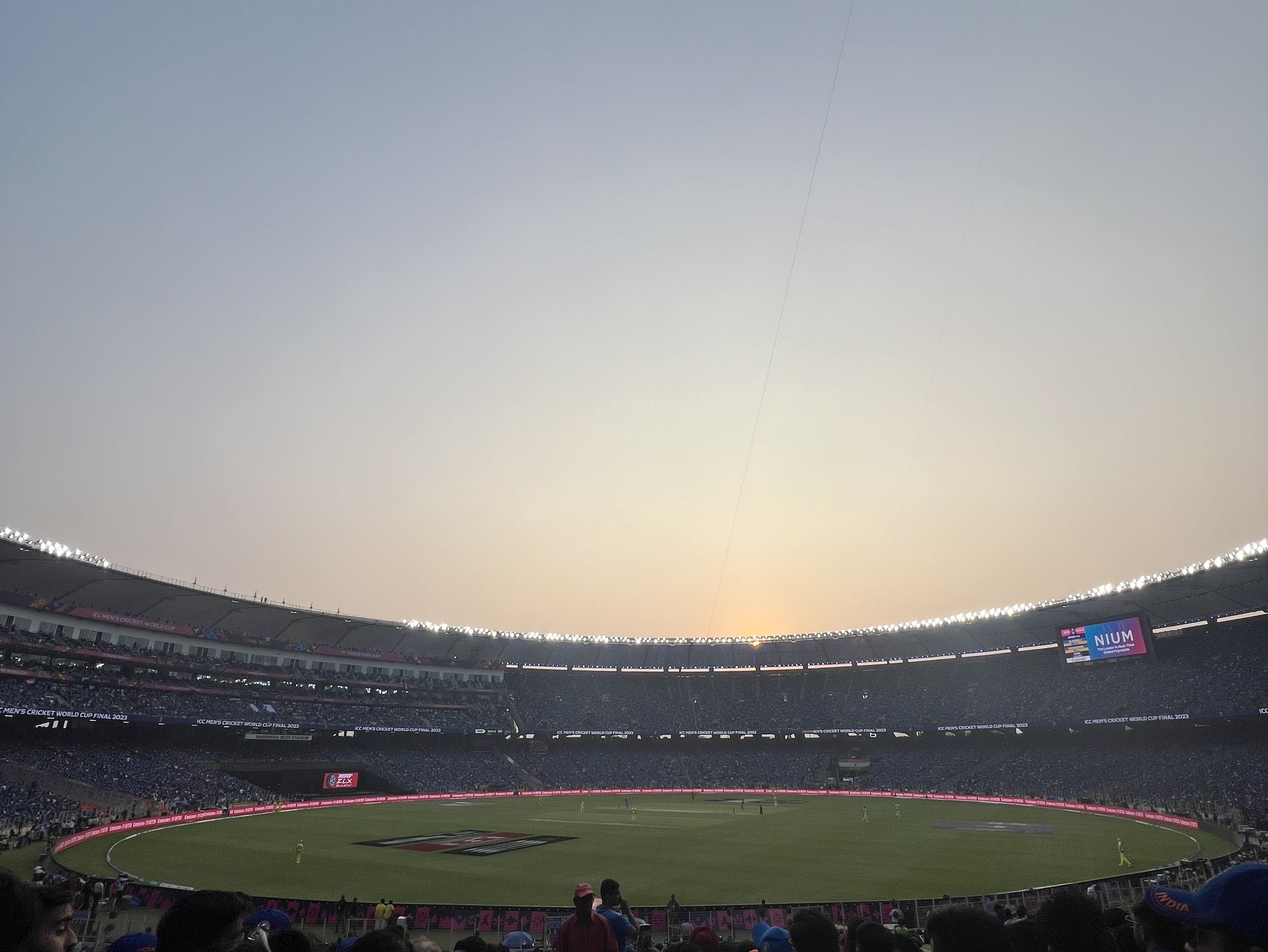
クリケット・ワールドカップ決勝戦、インド対オーストラリアの試合中（2023年11月）

1983年に建設・開場され、2006年にICCチャンピオンズトロフィーにあわせて改修された。 老朽化に伴う建て替えのため2015年にスタジアムは閉鎖され、解体された後、2020年2月のドナルド・トランプアメリカ合衆国大統領来印イベント（ナマステ・トランプ）にあわせ、開場した 。その際の建設費用は80億ルピー（約1億1000万ドル）と推定されている。
旧称であるサルダール・パテールはインドの初代副首相で、鉄の男、インドのビスマルクと呼ばれた人物。
2021年2月24日、グジャラート・クリケット協会はスタジアム名称を、現首相であり、2009年から2014年までグジャラート・クリケット協会で代表を務めたグジャラート州出身のナレンドラ・モディにちなみ「ナレンドラ・モディ・スタジアム」へ変更した。
過去には1987年、1996年、2011年、2023年のクリケット・ワールドカップの会場として使用された。

## ギャラリー

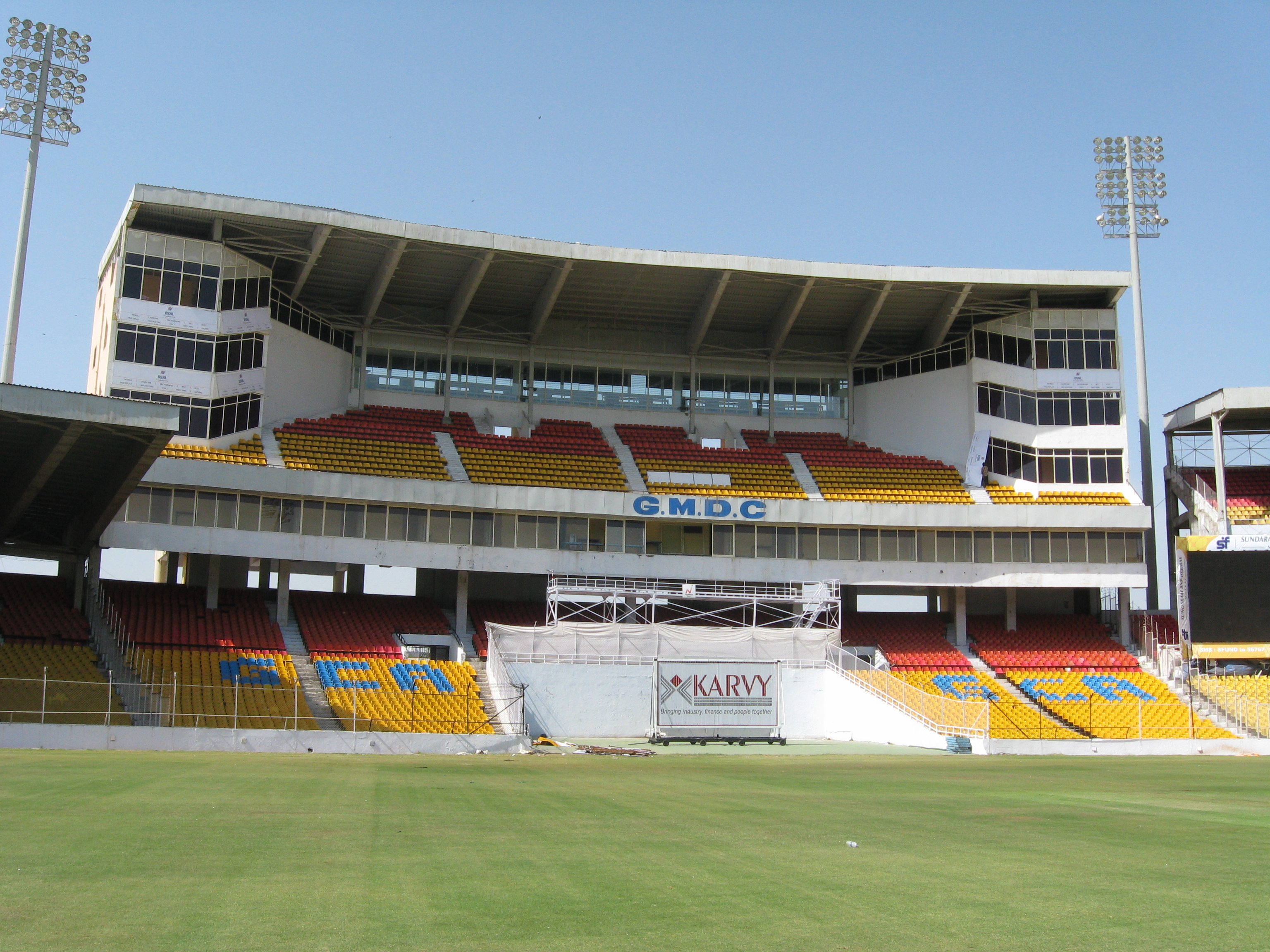
GMDCパビリオン（改修前）
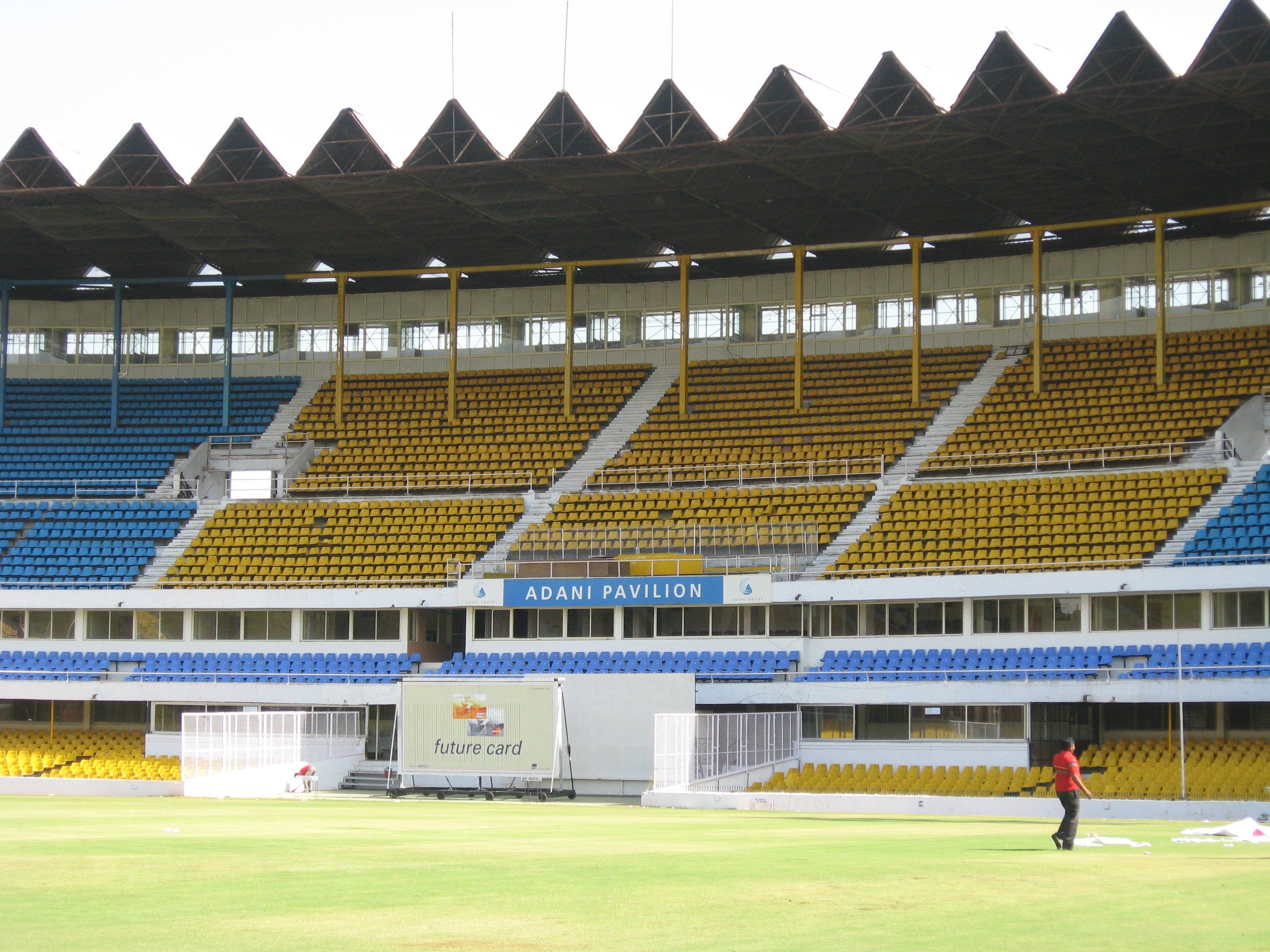
アダニ・パビリオン（改修前）
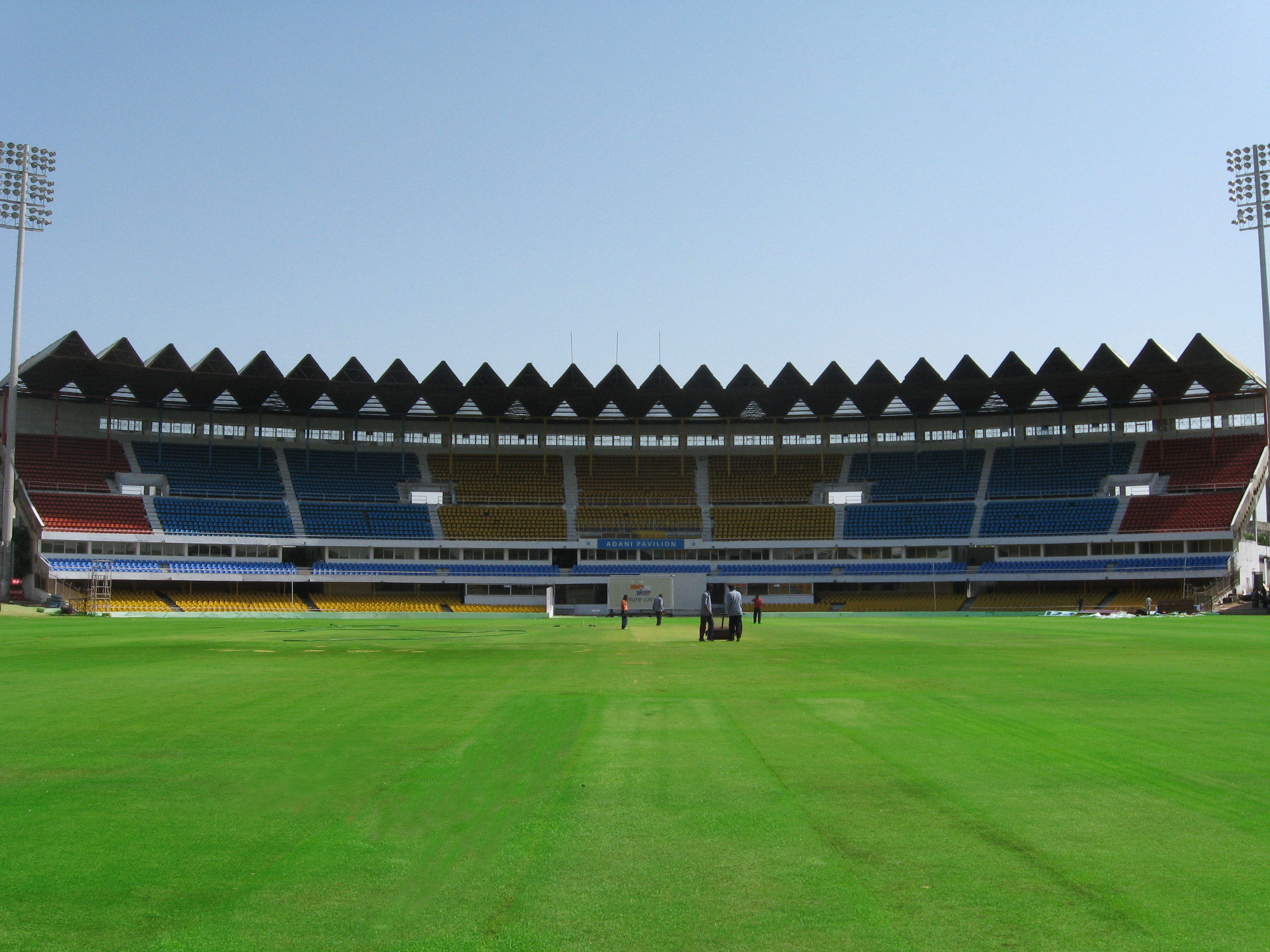
アダニ・パビリオン（改修前）
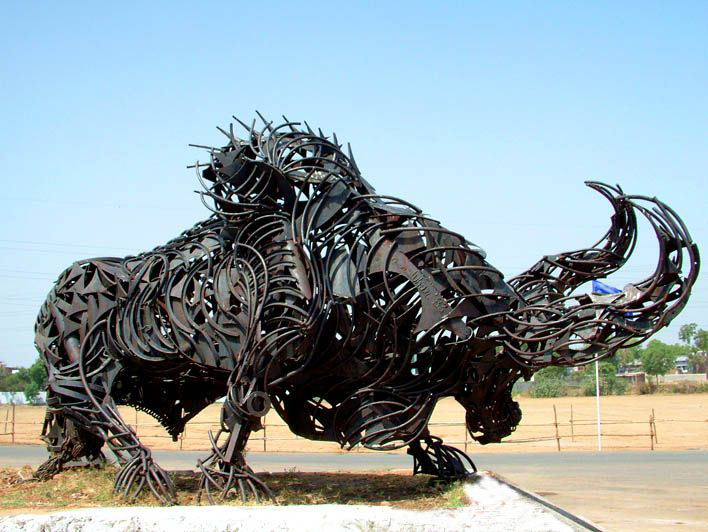
スタジアム正面のアイアン・ブル